# Blindspot
Blindspot és una sèrie de televisió estatunidenca creada per Martin Gero i protagonitzada per Sullivan Stapleton i Jaimie Alexander entre d'altres. La sèrie va ser encarregada per la NBC l'1 de maig de 2015 i emesa pel mateix canal el 21 de setembre del mateix any.

## Argument
La sèrie gira al voltant d'una misteriosa dona que és trobada per la policia dins d'una bossa en mig de Times Square, Nova York, amb el cos completament ple de tatuatges i que no recorda res del seu passat. L'agent de l'FBI Kurt Weller, encarregat del cas, descobreix que cada tatuatge conté una pista per resoldre crims que estan a punt de cometre's.

## Repartiment
Principal
- Sullivan Stapleton com Kurt Weller, agent especial de l'FBI i cap del Grup de Resposta a Incidents Crítics.
- Jaimie Alexander com Jane Doe.
- Marianne Jean-Baptiste com Bethany Mayfair, directora assistent de l'FBI.
- Rob Brown com Edgar Reade, agent de l'FBI.
- Audrey Esparza com Tasha Zapata, agent de l'FBI.
- Ashley Johnson com Patterson, cap de la Unitat de Ciència Forense de l'FBI.
- Ukweli Roach com dr. Borden, psicòleg assignat a la Jane Doe per intentar fer-li tornar els records.

Recorrent
- Johnny Whitworth, misteriós personatge connectat amb el passat de la Jane Doe.
- Michael Gaston com Tom Carter, director adjunt de la CIA.